# Островіте (гміна Ґнев)
Островіте (пол. Ostrowite) — село в Польщі, у гміні Ґнев Тчевського повіту Поморського воєводства.
У 1975-1998 роках село належало до Гданського воєводства.